# Kamenica nad Hronom
Kamenica nad Hronom (en allemand : Koweschd ) est une commune du district de Nové Zámky, dans la région de Nitra, en Slovaquie.

## Histoire
La première mention écrite du village date de 1156.
La localité fut annexée par la Hongrie après le premier arbitrage de Vienne le 2 novembre 1938. En 1938, on comptait 1 390 habitants dont 14 d'origine juive. Elle faisait partie du district de Szob (hongrois : Szobi járás). Le nom de la localité avant la Seconde Guerre mondiale était Kamenica nad Hronom/Garam-Kövesd. Durant la période 1938 - 1945, le nom hongrois Garamkövesd était d'usage. À la libération, la commune a été réintégrée dans la Tchécoslovaquie reconstituée.

## Démographie

### Évolution de la population
| Année:               | 1994. | 2004.   | 2014.   | 2024.    |
| -------------------- | ----- | ------- | ------- | -------- |
| Nombre de personnes: | 1321  | 1323    | 1396    | 1218     |
| Différence:          |       | +0,15 % | +5,51 % | -12,75 % |

| Année:               | 2023. | 2024.   |
| -------------------- | ----- | ------- |
| Nombre de personnes: | 1233  | 1218    |
| Différence:          |       | -1,21 % |